# Shelley Long
Shelley Lee Long (Fort Wayne, 23 de agosto de 1949) é uma atriz e comediante estadunidense. Ela é mais conhecida por seu papel como Diane Chambers no seriado de TV Cheers, pelo qual recebeu cinco indicações ao Emmy, vencendo em 1983 como melhor atriz em série de comédia. Ela ganhou dois Globo de Ouro pelo papel.
Long também estrelou vários filmes, notadamente Night Shift (1982), Irreconcilable Differences (1984), The Money Pit (1986), Outrageous Fortune (1987), Hello Again (1987), Troop Beverly Hills (1989), The Brady Bunch Movie (1995), A Very Brady Sequel (1996), e Dr. T & the Women (2000).